# Maraka (muziekinstrument)
Een maraka (in de volkstaal ook wel sambabal genoemd) is een muziekinstrument uit de groep van idiofonen, of zelfklinkers genoemd, van Zuid- en Midden-Amerikaanse oorsprong. Het instrument is echter van indiaanse oorsprong. Sommige Zuid-Amerikaanse indianen gebruiken een maraka voor rituele doeleinden.
Tegenwoordig worden gewoonlijk twee identieke maraka's bespeeld, veelal door een vocalist. De traditionele vorm is een kalebas, gevuld met zaden, voorzien van een houten handgreep. Moderne vormen worden van allerlei materialen gemaakt, waaronder plastic.
Als de maraka's niet al te snel worden bewogen, produceren ze een ruisend geluid. Bij snellere bewegingen vanuit de pols ontstaat een veel scherpere droge tik. De combinatie van beide geluiden maakt het instrument karakteristiek in veel Latijns-Amerikaanse dansen, zoals de rumba en met name de Mexicaanse mariachi.
Maraka's worden ook in het orff-instrumentarium toegepast.

## Trivia
- De Nederlandse komediant André van Duin schreef ooit het carnavalslied "De sambaballensamba", waarin dubbelzinnige toespelingen op de sambabal werden gemaakt als "Wie mee wil doen die slaat, met z'n ballen in de maat".
- Sambaballen is eigenlijk een verkeerde naam, omdat in de samba deze maraka's niet worden gebruikt.